# Большой Молог
Большой Молог — река в России, протекает в Чердынском районе Пермского края. Устье реки находится в 18 км по левому берегу реки Джурич. Длина реки составляет 16 км.
Исток реки в заболоченном лесу близ границы с Республикой Коми в 40 км к северо-западу от деревни Пильва. Течёт на юго-запад по ненаселённому сильно заболоченному лесному массиву.

## Данные водного реестра
По данным государственного водного реестра России относится к Камскому бассейновому округу, водохозяйственный участок реки — Кама от истока до водомерного поста у села Бондюг, речной подбассейн реки — бассейны притоков Камы до впадения Белой. Речной бассейн реки — Кама.
По данным геоинформационной системы водохозяйственного районирования территории РФ, подготовленной Федеральным агентством водных ресурсов:
- Код водного объекта в государственном водном реестре — 10010100112111100003222
- Код по гидрологической изученности (ГИ) — 111100322
- Код бассейна — 10.01.01.001
- Номер тома по ГИ — 11
- Выпуск по ГИ — 1